# Остапенко, Инна Харитоновна
Инна Харитоновны Остапенко (род. 26 апреля 1935, Корюковка, Черниговская область) — советский передовик производства в области виноградарства из Коктебеля.

## Биография
Родилась 26 апреля 1935 в Корюковке. Начала трудовую деятельность работницей. С 1966 года бригадир виноградарской бригады совхоза-завода «Коктебель». Передовые приемы ухода за виноградниками, которые применялись бригадой, неоднократно пропагандировались на страницах газет, журналов, в материалах ВДНХ СССР и ВДНХ Украины.
В 1973 году её бригада поставила «абсолютный рекорд» Крыма по винограду, — собрала 249 центнеров с гектара на площади в 66 гектаров.

## Награды
- Государственная премия СССР за 1976 года[1][3].
- орден Трудового Красного Знамени[1].
- орден «Знак Почета»[1].